# Михаил Кутузов (теплоход)
Михаил Кутузов — круизный речной комфортабельный трёхпалубный пассажирский (грузопассажирский) теплоход проекта 588 «Родина» (немецкое обозначение BiFa Typ A, Binnenfahrgastschiff Typ A, «речной пассажирский теплоход, тип A»), был построен на верфи «Nordic Yards Wismar» в городе Висмар в 1957 году и является пассажирским судном второй модернизации класса 588, спроектированного в СССР.
Теплоход способен ходить по водохранилищам и крупным озёрам. Также на судне допускалось каботажное плавание в морских прибрежных районах (Финский залив Балтийского моря на линии Санкт-Петербург — Выборг; Таганрогский залив Азовского моря до порта Таганрог и иных. Теплоход «Михаил Кутузов» изначально предназначался для работы на речных скорых пассажирских линиях, а с конца 80-х годов — для совершения туристических круизов.

## История теплохода
Теплоход «Михаил Кутузов» сошел со стапелей в верфи г. Висмар в 1957 году и в 1958 году прибыл в порт приписки Нижний Новгород (в то время — город Горький).
В 2005 году приобретен ООО «ВолгаУрал Вояж» (торговая марка — Теплоходная компания «ВолгаWolga»)
В 2006 году прибыл в новый порт приписки — Пермь.
С 2007 года на теплоходе ведется модернизация кают (перепланировка до класса «полулюкс» — комфортабельные каюты на 2-3 пассажира с санузлом, душем, кондиционером, холодильником)

## Технические характеристики (и отличия от других судов 588 проекта)
- Количество палуб — 3
- Скорость хода — 22,5 км/ч
- Пассажировместимость — 239
- Мощность двигателей — 1200 л.сил (882 кВт)
- Количество двигателей — 3
- Класс речного регистра — + «о» 2.0
- Длина — 95,8 м
- Ширина — 14,3 м
- Осадка — 2,45 м
- Экипаж — 54 человека

Теплоход «Михаил Кутузов» имеет на борту современное навигационное оборудование.
В 2013 году установлены дополнительные элементы противопожарной защиты.
В 2014 году на теплоходе в целях безопасности установлена система внутреннего видеонаблюдения.

## Экипаж
Капитаны теплохода
- Москалов Василий Григорьевич
- Цепетов Иван Алексеевия
- Бугров Владимир Петрович
- Комаров Николай Николаевич
- Поплавский Болеслав Михайлович с 1973 по 1987 годы
- Макаров Алексей Андреевич с 1988 по 1992 годы
- Бородин Юрий Алексеевич 1993 год
- Бородин Владимир Николаевич с 1994 по 1996 годы
- Оленин Владимир Васильевич 1997 год
- Поплавский Михаил Болеславович с 1998 по 2002 годы
- Бородин Владимир Николаевич с 2003 по 2005 годы
- Баклыков Константин Чеславович с 2006 до мая 2023 года. Скончался 21 декабря 2023 года (похороны в Перми 25 декабря 2023 года)

Директор круиза с 2017 года — Елена Александровна Ковальчук
Директор ресторана с 2004 года - Ясичева Любовь Фёдоровна